# Batalha de Berdiansk
Batalha de Berdiansk foi um conflito militar ocorrido entre os dias 26 e 27 de fevereiro de 2022 em decorrência da invasão da Ucrânia pela Rússia. Forças russas vindas do sul em direção à Mariupol, onde ocorria uma intensa batalha, capturaram a cidade de Berdiansk durante o percurso.

## Batalha
No dia 26 de fevereiro, tropas russas, que haviam participado da Batalha de Melitopol e estavam em direção a Mariupol, capturaram o Porto de Berdiansk e um aeroporto que também ficava na cidade.
No dia seguinte, o Ministério da Defesa da Rússia anunciou que havia cercado Berdiansk. Ao fim da tarde, por volta da 18:00, foi reportado que soldados invasores adentraram a cidade. Lá pelas 22:00, Oleksandr Svidlo, o prefeito de Berdiansk, anunciou que as forças russas tinham tomado o controle de todos os prédios administrativos. Sistemas de defesa antiaérea 9K37 Buk foram avistados na cidade costeira.
Dia 28 de fevereiro, o governo do Oblast de Zaporíjia reportou que tinha perdido o controle da cidade e que o departamento de polícia municipal havia deixado de existir, pois as autoridades locais se recusaram a colaborar com os russos. As tropas russas deixaram Berdiansk nesse mesmo dia, mas um destacamento da Polícia Militar da Rússia permaneceu lá. As tropas que partiram se juntaram a outras forças russas que atuavam no cerco a Mariupol, parte da ofensiva do leste da Ucrânia.